# Słupia (województwo małopolskie)
Słupia – wieś w Polsce, położona w województwie małopolskim, w powiecie limanowskim, w gminie Jodłownik.
W latach 1975–1998 wieś położona była w województwie nowosądeckim.

## Położenie
Miejscowość znajduje się na Pogórzu Wiśnickim, na wzgórzu wznoszącym się po północno-zachodniej i południowo-zachodniej stronie doliny Tarnawki, która z dwóch stron okrąża to wzgórze. Grzbiet wzgórza jest zalesiony, większość jego bezleśnych stoków zajmują pola uprawne i zabudowania Słupi.

## Integralne części wsi
| SIMC    | Nazwa     | Rodzaj    |
| ------- | --------- | --------- |
| 0430634 | Dalnia    | część wsi |
| 0430640 | Dąbrowica | część wsi |
| 0430657 | Podczacze | część wsi |
| 0430663 | Podlesie  | część wsi |
| 0430670 | Zalas     | część wsi |

## Zabytki
Obiekt wpisany do rejestru zabytków nieruchomych województwa małopolskiego.
- Park.

### Inne zabytki
- Dwór z parkiem podworskim. Do 1944 dwór należał do rodziny Popławskich herbu Jastrzębiec. Od roku 1957 Budynek główny i należące pozostałe zabudowania gospodarcze mieściły Zasadniczą Szkołę Rolniczą aż do roku 1981. Pierwszym dyrektorem i założycielem szkoły był Józef Chudyba do roku 1969. W 2016 roku Skarb Państwa zwrócił dwór rodzinie Popławskich;
- cmentarz wojenny nr 360 – Słupia.